# Cicciona cha cha/Ornella
Cicciona cha cha/Ornella è un 45 giri di Edoardo Vianello

## Tracce
1. Cicciona cha cha – 2:25 (testo: Carlo Rossi – musica: Ennio Morricone)
2. Ornella – 2:43 (Luciano Salce ed Ennio Morricone)

## Descrizione
In questo disco Dansavio (pseudonimo di Ennio Morricone) ha scritto la musica della canzone "Cicciona cha cha.
L'altra canzone "Ornella" è stata scritta da Ennio Morricone, e faceva parte della commedia musicale "Il lieto fine".